# Gennadi Jakowlewitsch Tschetwerikow
Gennadi Jakowlewitsch Tschetwerikow (russisch Геннадий Яковлевич Четвериков; * 28. April 1935 in Orenburg, RSFSR; † 5. November 2018 in Minsk) war ein sowjetischer bzw. belarussischer Schauspieler, Stuntman und Zirkusdarsteller.

## Laufbahn
Gennadi Tschetwerikow wurde in der südlichen RSFSR geboren. Er war ein Siebenmonatskind und musste aufgrund seiner schwachen Konstitution in einer mit Watte gepolsterten Kiste am Herd der elterlichen Wohnung liegen. Seine spätere Entwicklung verlief hingegen ohne Komplikationen.
Tschetwerikow betrieb bereits in jungen Jahren Kraftsport, war als Ringer und Leichtathlet aktiv und stellte auch ein individuelles Trainingsprogramm zusammen. Außerdem besuchte er die Militärmusikschule von Ufa und spielte in einer Armeekapelle Tuba. Den eigentlichen Wehrdienst leistete er als Sportsoldat ab und wandte sich nach der Demobilisierung einer Laufbahn als Zirkusdarsteller zu. Aufmerksamkeit erregte Tschetwerikow hier, indem er u. a. mit Pudgewichten jonglierte und einen Pianisten samt Klavier auf den Schultern trug. Während einer Tour in Chișinău wurde er von Mitarbeitern des Studios Moldovafilm entdeckt und als Darsteller verpflichtet. Seine darauf folgende Laufbahn währte über 50 Jahre und umfasste mehr als 120 Filme.
Bekannt war Tschetwerikow v. a. durch seine Auftritte in diversen Fantasywerken, insbesondere als Dschinn in den sowjetisch-syrischen Koproduktionen Die neuen Märchen von Scheherezade (1987) und Scheherezades letzte Nacht (1988). Für den ersten Teil musste er, nur knapp bekleidet, sieben Stunden durchgehend bei winterlichen Temperaturen auf der Krim drehen. Im sowjetisch-norwegischen Film Die Liebe des Wikingers (1985) und in Die ursprüngliche Rus (1986) trat er als Krieger auf. Markant war neben der meist negativen Ausrichtung seiner Rollen auch, dass Tschetwerikow, wie schon im Zirkus, vor der Kamera oft schwere Lasten trug. Ein weiteres häufig von ihm bedientes Genre war das des Historienfilms. So war der glatzköpfige Mime bereits 1973 in Дмитрий Кантемир (Dimitrie Cantemir) in sechs verschiedenen Nebenrollen zu sehen. Es folgten Rebell gegen die Krone (1978) über Jemeljan Pugatschow, Junges Russland und Jaroslaw der Weise (beide 1982), der auf dem Leben des gleichnamigen Großfürsten basiert. Außerdem trat er 1990 in einer Adaption von Puschkins Roman Dubrowskij als Pope auf.
Ab den 1990er Jahren beschäftigte sich Tschetwerikow intensiv mit den theoretischen Grundlagen von Filmstunts, bildete Akteure aus und war auch Gast auf diversen Festivals und Filmveranstaltungen. Er gehörte sowohl dem Filmdarstellerverband von Belarus wie auch der Vereinigung der Kameraleute an und war außerdem Träger der Francysk-Skaryna-Medaille.

## Privates
Tschetwerikow lebte über 40 Jahre in Minsk, wo er auch seine Ehefrau kennenlernte. Er hielt sein Familienleben aber stets im Verborgenen und trat mit seiner Partnerin nie öffentlich auf. Es ist ebenfalls nicht bekannt, ob sie Kinder hatten. Er war überzeugter Nichtraucher und Antialkoholiker, achtete sehr auf seine Ernährung und meditierte. Tschetwerikow betrachtete sich selbst als friedlichen Menschen und hegte deswegen eine große Abneigung gegen viele seiner Rollen.
Er starb 83-jährig und wurde am 7. November 2018 auf dem Nordfriedhof in Minsk beigesetzt. Die Todesursache wurde nicht publiziert, nach Aussagen von Freunden des Darstellers erfreute er sich aber bis ins hohe Alter bester Gesundheit.

## Filmografie (Auswahl)
- 1961: Der Sonne nach (Tschelowek idjot sa solnzem)
- 1972: Die Zauberringe (Kolza Almansora)
- 1976: Die Budjonnymütze (Budjonowka)
- 1977: Der diebische König (Poka bjut tschasy)
- 1978: Rebell gegen die Krone (Emeljan Pugatschjow)
- 1979: Das Geschenk des schwarzen Zauberers (Podarok tschjornowo korduna)
- 1980: Piraten des 20. Jahrhunderts (Piraty XX weka)
- 1982: Junges Russland (Rossija molodaja)
- 1982: Jaroslaw der Weise (Jaroslaw Mudry)
- 1984: Hotel Zum kupfernen Engel (Medny angel)
- 1985: Die Liebe des Wikingers (I na kamnjach rastutderewja)
- 1986: Die ursprüngliche Rus (Rus isnatschalnaja)
- 1987: Die neuen Märchen von Scheherezade (Nowyje skaski Schacheresady)
- 1988: Scheherezades letzte Nacht (Poslednjaja notsch Schacheresady)
- 1988: Der Häftling von Château d’If (Usnik samka If)
- 1990: Dubrowski